# Ngouemetag I
Ngouemetag I est un village du Cameroun situé dans le département du Haut-Nyong de la région de l'Est, précisément au niveau de la commune d'Atok de l'arrondissement Bebend.

## Population
En 2005, le village comptait 334 habitants, dont 160 sont des hommes et 174 des femmes.